# Гедуэн, Никола
Никола Гедуэн (фр. Nicolas Gédoyn; 15 июня 1677, Орлеан — 10 августа 1744, Божанси) — французский священник, переводчик, педагог и литературный критик, член Академии надписей и изящной словесности (с 1722), член Французской академии (Кресло № 3, 1719—1744).
Поступив в орден, с 15 лет учился у иезуитов. Затем работал преподавателем риторики королевского колледжа в Блуа, служил каноником Сент-Шапель в Париже и аббатстве Божанси. В качестве педагога, Гедуэн являлся сторонником прогресса в образовании и сожалел о рутине и устаревших традициях, которые практикуют родители и преподаватели, слепо следуя отжившим методам и обычаям и не осознавая, что обстоятельства меняются и что методы обучения должны быть адаптированы и в результате этого изменены. Для полного образования, считал он, необходимы три вещи: знание, добродетель и хорошие манеры; постоянное стремление педагога должно состоять в том, чтобы развить их у своих учеников.
Занимался переводами с латыни, в частности Квинтилиана и Павсания.
В 1719 году был избран во Французскую академию, где занимал кресло № 3 до смерти в 1744 году.

## Избранные публикации
как автор
- Recueil d’opuscules litteraires. Paris 1767.
- Réflexions sur le gôut. Paris 1768.

как переводчик
- Quintilian: De l’institution de l’orateur. 1718
- Pausanias: Voyage historique de la Grèce. 1731.